# فارم‌ویل
فارم‌ویل (به انگلیسی: FarmVille) یک بازی شبکه‌های اجتماعی شبیه‌ساز کشاورزی است که توسط شرکت زینگا در سال ۲۰۰۹ به وجود آمده‌است. گیم‌پلی این بازی شامل زوایای مختلفی از مدیریت کشتزار مثل خاک‌ورزی، کاشت گیاه، رشد آن و برداشت محصول آن، برداشت محصول درخت و رشد دادن دام است. این بازی مشابه بازی فصل برداشت ساخته شده‌است.
دنباله‌ای برای این بازی در سپتامبر ۲۰۱۲ عرضه شده‌است.
فارم‌ویل روی نرم‌افزار ادوبی فلش و از طریق وبگاه فیس‌بوک و بازی‌های ام‌اس‌ان متعلق به مایکروسافت قابل دسترس است و به‌عنوان یک برنامه برای آیفون، آی‌پاد تاچ و آی‌پد در دوره‌ای از سال ۲۰۱۰ در دسترس بود. بازیکنان برای پیشرفت در این بازی باید پول کشتزار (در فارم‌ویل) یا دلار کشتزار (در فارم‌ویل ۲) را خرج کنند که توسط پول واقعی یا کمک گرفتن از دوستان قابل کسب شدن است.
پس از عرضه در فیس‌بوک در سال ۲۰۰۹، فارم‌ویل محبوب‌ترین بازی این وبگاه شد و جایگاهش را برای دو سال حفظ کرد. فارم‌ویل در اوج خود در مارس ۲۰۱۰، ۸۳٫۷۶ میلیون کاربر فعال ماهانه داشت. اوج کاربران فعال روزانه به ۳۴٫۵ میلیون کاربر می‌رسید. پس از سال ۲۰۱۱، این بازی از سوی کاربران مورد بی‌توجهی قرار گرفت و در مارس ۲۰۱۲، این بازی هفتمین بازی پرطرفدار فیس‌بوک بود. در ۳۰ آوریل ۲۰۱۶، رتبه آن به صد و دهمین بازی پرطرفدار فیس‌بوک بر اساس کاربران فعال روزانه رسید، در حالی که فارم‌ویل ۲ به رتبه چهل و دو رسیده بود.